# 鍾楚紅
鍾楚紅（英語：Cherie Chung Chor Hung，1960年2月16日—），暱稱「紅姑」，香港女演員。1983年，獲頒第2屆香港電影金像獎最受歡迎女演員，後於1984年及1987年兩度榮獲亞太影展最佳女主角殊榮。

## 簡歷
鍾楚紅早年在九龍尖沙咀重慶大廈生活，有三名弟妹（胞妹鍾楚儀曾是一名電影演員），父親經營時裝及裝修生意。她就讀聖瑪加利女書院，在學期間曾經任職珠寶店。後來於1979年參選香港小姐出道，當時只得第四名。賽後，她在無綫電視試鏡失敗，卻得到電影公司垂青，因而踏足影壇。她的第一部大螢幕作品是杜琪峰的導演處女作、1980年香港電影《碧水寒山奪命金》，飾演運金鏢頭尤亦儒（江漢飾）的女兒尤佩佩，該片並由劉松仁飾演男主角路天君。另一方面，無綫電視安排她在《歡樂今宵》演出，因表現不錯而有意邀請她簽下長合約，同期仍在珠寶店任職，負責鑑別珠寶。1983年，鍾楚紅曾與巴西足球球王比利合作，為德國體育用品製造商PUMA拍攝電視及硬照廣告。
1983年，鍾楚紅憑《薄荷咖啡》入圍角逐第2屆香港電影金像獎最佳女演員，並獲頒當屆金像獎最受歡迎女演員。1984年，鍾楚紅再憑《男與女》入圍角逐第3屆香港電影金像獎最佳女演員及第20屆金馬獎最佳女主角，最終憑該片於第29屆亞太影展獲頒最佳女主角。之後在1987年與周潤發合演《秋天的童話》，獲提名第7屆香港電影金像獎最佳女主角及第24屆金馬獎最佳女主角，可惜仍未能獲獎，但她在片中的演出廣獲好評，同時讓她第二次榮獲亞太影展影后殊榮，又獲得香港導演評選大賞最佳女主角獎。1989年，鍾楚紅憑《伴我闖天涯》獲提名第26屆金馬獎最佳女主角，然亦未能獲獎。
1991年，鍾楚紅與香港廣告界商人朱家鼎（Mike Chu）結婚。1994年，鍾楚紅正式息影。
鍾楚紅為香港演藝界中的環保人士，不時推廣環保習慣，於1994年被委任為地球之友社區活動統籌。另外又曾經公開反對明日大嶼發展計劃，批評明日大嶼為有違天意的大白象工程，會令香港獨特面貌消失，政府必須停止，香港的整體生態健康才能安全。

## 個人生活
1983年，香港廣告界才子朱家鼎邀請鍾楚紅拍攝運動產品廣告，兩人開始交往。1991年12月10日，鍾楚紅與朱家鼎在美國羅德島州聖百蘭天主堂舉行婚禮，花費200多萬港幣，婚前協議不生育。1994年，鍾楚紅正式息影。2007年8月24日，朱家鼎因大腸癌在香港養和醫院病逝。 2009年，鍾楚紅為圓曾是虔誠天主教徒的亡夫遺願，在一年多前開始上教堂、報讀「慕道班」，在4月11日正式接受領洗成為天主教徒（公教基督徒）。
鍾楚紅是經理人陳自強的義女。
鍾楚紅人緣甚佳，圈中好友甚多，尤其是劉松仁、周潤發、張曼玉、葉蒨文、張國榮、黃耀明、張學友、陳百強、毛舜筠、鄭秀文。

## 演出作品

### 電影
| 首映   | 名稱                     | 角色          |
| 1980年 | 碧水寒山奪命金           | 尤佩佩        |
| 1981年 | 巡城馬                   | 貴花          |
| 1981年 | 胡越的故事               | 沈青          |
| 1982年 | 人嚇人                   | 阿雲          |
| 1982年 | 薄荷咖啡                 | 傅敏          |
| 1982年 | 難兄難弟                 | 阿珠          |
| 1983年 | 星際鈍胎                 | 李天珍        |
| 1983年 | 田雞過河                 | 矇矇豬        |
| 1983年 | 花心大少                 | 阿妹／李玉珍  |
| 1983年 | 奇謀妙計五福星           | 小妹          |
| 1983年 | 日劫                     | 公主          |
| 1983年 | 男與女                   | 孟思晨        |
| 1984年 | 青蛙王子                 | 郁德美        |
| 1984年 | 上天救命                 | 石女          |
| 1984年 | 我愛神仙遮               | 油紙傘妖      |
| 1984年 | 英倫琵琶                 | Amy           |
| 1984年 | 魔殿屠龍                 | 蒙古公主      |
| 1984年 | 窺情                     | 芮塔          |
| 1984年 | 雪兒                     | 雪兒          |
| 1985年 | 鬼馬飛人                 | Miss Cheung   |
| 1985年 | 女人心                   | 沙妞          |
| 1985年 | 花心紅杏                 |               |
| 1986年 | Sayonara 再見            |               |
| 1986年 | 竹籬笆外的春天           | 李琳          |
| 1986年 | 歡樂叮噹                 | 叮叮          |
| 1986年 | 刀馬旦                   | 湘紅          |
| 1987年 | 愛情謎語                 | 樂琪          |
| 1987年 | 秋天的童話               | 李琪          |
| 1987年 | 八星報喜                 | Beautiful     |
| 1987年 | 鬼新娘                   | 魏小蝶        |
| 1987年 | 意亂情迷                 | Shirley       |
| 1987年 | 呷醋大丈夫               | 小嫻          |
| 1988年 | 月亮、星星、太陽         | Gigi          |
| 1988年 | 金燕子                   | 小雪          |
| 1988年 | 好女十八嫁               | 何芝芝        |
| 1988年 | 殺之戀                   | 紅            |
| 1988年 | 流金歲月                 | 朱鎖鎖        |
| 1988年 | 火舞風雲                 | 鍾小紅        |
| 1988年 | 鬼馬保鑣賊美人           | 高秀萍        |
| 1988年 | 三對鴛鴦一張床           | 黃小麗        |
| 1988年 | 一妻兩夫                 | SOGO          |
| 1988年 | 獵鷹計劃                 | 阿紅          |
| 1988年 | 婚外情                   | 愛麗絲        |
| 1988年 | 金裝大酒店               | 鍾小姐        |
| 1989年 | 小男人周記               | 林太太        |
| 1989年 | 伴我闖天涯               | 李雪頤        |
| 1989年 | 相見好                   | 董卓莉/Cherry |
| 1989年 | 愛人同志                 | 阮紅          |
| 1989年 | 張國榮音樂電影：日落巴黎 | cherie        |
| 1991年 | 極道追                   | 鐵蘭          |
| 1991年 | 縱橫四海                 | 紅豆          |

### 電視劇（香港電台）
| 時間           | 劇名 | 導演   | 角色        |
| -------------- | ---- | ------ | ----------- |
| 1981年10月17日 | 浮雲 | 羅卓瑤 | Flora Leung |

### 綜藝節目
- 1980年代初 歡樂今宵（演出、無綫電視）
- 1981年 開工大吉（主持、香港電台製作，麗的電視播映）[21]

## 主唱歌曲
- 1989年 情深義更深（與羅大佑合唱、電影《愛人同志》主題曲）[22]

## 廣告代言
香港
- 1983年 PUMA（與比利合作）[23]
- 2013年 卡士蘭
- 2019年 愛茉莉太平洋
- 2022/2024年 50惠

台灣
- 1985年 聲寶
- 1988－1989年 佳麗寶化妝品
- 1989年 裕隆飛羚102

## 榮譽獎項

### 台灣金馬獎
| 年份   | 頒獎典禮     | 獎項       | 影片           | 角色   | 结果 |
| ------ | ------------ | ---------- | -------------- | ------ | ---- |
| 1983年 | 第20屆金馬獎 | 最佳女主角 | 《男與女》     | 孟思晨 | 提名 |
| 1987年 | 第24屆金馬獎 | 最佳女主角 | 《秋天的童話》 | 李琪   | 提名 |
| 1989年 | 第26屆金馬獎 | 最佳女主角 | 《伴我闖天涯》 | 阿雪   | 提名 |

### 香港電影金像獎
| 年份   | 頒獎典禮            | 獎項           | 影片           | 角色   | 结果 |
| ------ | ------------------- | -------------- | -------------- | ------ | ---- |
| 1983年 | 第2屆香港電影金像獎 | 最佳女演員     | 《薄荷咖啡》   | 傅敏   | 提名 |
| 1983年 | 第2屆香港電影金像獎 | 最受歡迎女演員 | 不適用         | 獲獎   |      |
| 1984年 | 第3屆香港電影金像獎 | 最佳女演員     | 《男與女》     | 孟思晨 | 提名 |
| 1988年 | 第7屆香港電影金像獎 | 最佳女主角     | 《秋天的童話》 | 李琪   | 提名 |

### 亞太影展
| 年份   | 頒獎典禮       | 獎項       | 影片           | 角色   | 结果 |
| ------ | -------------- | ---------- | -------------- | ------ | ---- |
| 1984年 | 第29屆亞太影展 | 最佳女主角 | 《男與女》     | 孟思晨 | 獲獎 |
| 1987年 | 第32屆亞太影展 | 最佳女主角 | 《秋天的童話》 | 李琪   | 獲獎 |

## 外部連結
- 鍾楚紅的Facebook專頁
- 鍾楚紅的新浪微博
- 中文電影資料庫－鍾楚紅 （页面存档备份，存于）
- 鍾楚紅在互联网电影资料库（IMDb）上的資料（英文）
- 鍾楚紅在香港影庫上的簡介
- 鍾楚紅在豆瓣上的资料（简体中文）
- 鍾楚紅在时光网上的簡介（简体中文）
- 卡士蘭代言人專訪－鍾楚紅 （页面存档备份，存于）